# Liste des championnes du monde poids lourds de boxe anglaise
La liste des championnes du monde de boxe poids lourds  regroupe les championnes du monde de boxe anglaise de la catégorie des poids lourds reconnues par les organisations suivantes :
- La WBA (World Boxing Association), fondée en 1921 et succédant à la NBA (National Boxing Association) en 1962,
- La WBC (World Boxing Council), fondée en 1963,
- L'IBF (International Boxing Federation), fondée en 1983,
- La WBO (World Boxing Organization), fondée en 1988.

Avant 1921, les champions du monde étaient reconnus en tant que tel par le public sans qu’il n’y ait d’organisme particulier pour gérer l’attribution de ce titre.
Mise à jour : 1er décembre 2022

## WBA
La ceinture de championne du monde WBA n'a jamais été attribuée dans la catégorie féminine des poids lourds.

## WBC
| Gain du titre   | Perte du titre | Championne             | Défenses |
| --------------- | -------------- | ---------------------- | -------- |
| 10 février 2007 | 2010           | Vonda Ward             | 0        |
| 8 novembre 2014 | 18 mars 2016   | Martha Salazar (en)    | 0        |
| 18 mars 2016    | 2019           | Alejandra Jiménez (en) | 2        |
| 17 avril 2021   |                | Hanna Gabriels (en)    | 0        |

## IBF
La ceinture de championne du monde IBF n'a jamais été attribuée dans la catégorie féminine des poids lourds.

## WBO
La ceinture de championne du monde WBO n'a jamais été attribuée dans la catégorie féminine des poids lourds.